# Gebrüder Keller
Die Orgelbauwerkstatt der Gebrüder A(ndreas) und M(ichael) Keller war von 1871 bis 1894/1895 in Limburg an der Lahn (Herzogtum Nassau) ansässig und stand unter der Leitung von Orgelbaumeister Michael Keller († 4. September 1894).

## Biographisches
Die Gebrüder Keller stammen aus dem Ort Horbach in der Nähe von Kirchähr. Dort wurden am 24. September 1841 Andreas Keller und am 22. November 1843 Michael Keller als Söhne des Schreiners Johann Keller und der Anna Maria Katharina (geb. Wolf) geboren. Wann und bei wem die Gebrüder das Orgelbauerhandwerk erlernten und der jüngere Bruder (Michael Keller) „seinen Meister“ gemacht hat, ist nicht bekannt. Nach den Standesamtsregistern der Stadt Limburg wohnte die Familie Keller seit 1876 südlich des Bahnhofs in der Straße „(Im) Schlenkert Nr. 11“. In dieser Straße lag wahrscheinlich auch die Werkstatt (eine besondere Firmenadresse ist nicht überliefert), wobei es sich jedoch um einen größeren Gebäudekomplex gehandelt haben dürfte, da 1896 nebst der Familie des Orgelbauers noch 8 weitere Familien hier wohnten (vielleicht sogar die ehem. Mitarbeiter der Orgelwerkstatt).
Nachdem der ältere Bruder Andreas bereits sehr früh verstorben war, starb auch Michael Keller im Alter von 51 Jahren in Sindlingen durch einen Schlaganfall. Das Urteil über die Leistung Michael Kellers fiel damals eindeutig aus: „Als Vertreter seines Fachs war er wegen seiner vorzüglichen Arbeiten wohlbekannt, auch über die Grenzen seiner Heimath-Provinz Nassau hinaus! (...) Nun hat der unerbittliche Tod dem schaffenseifrigen Wirken des berufsfreudigen Mannes ein jähes Ziel gesetzt.“
Nach dem Tod Michael Kellers wohnte die Witwe mit ihrer Familie nach dem Adressbuch der Stadt Limburg von 1896 weiterhin auf dem Areal der (ehem.) Orgelbauwerkstatt.

## Geschichte der Orgelbauwerkstatt

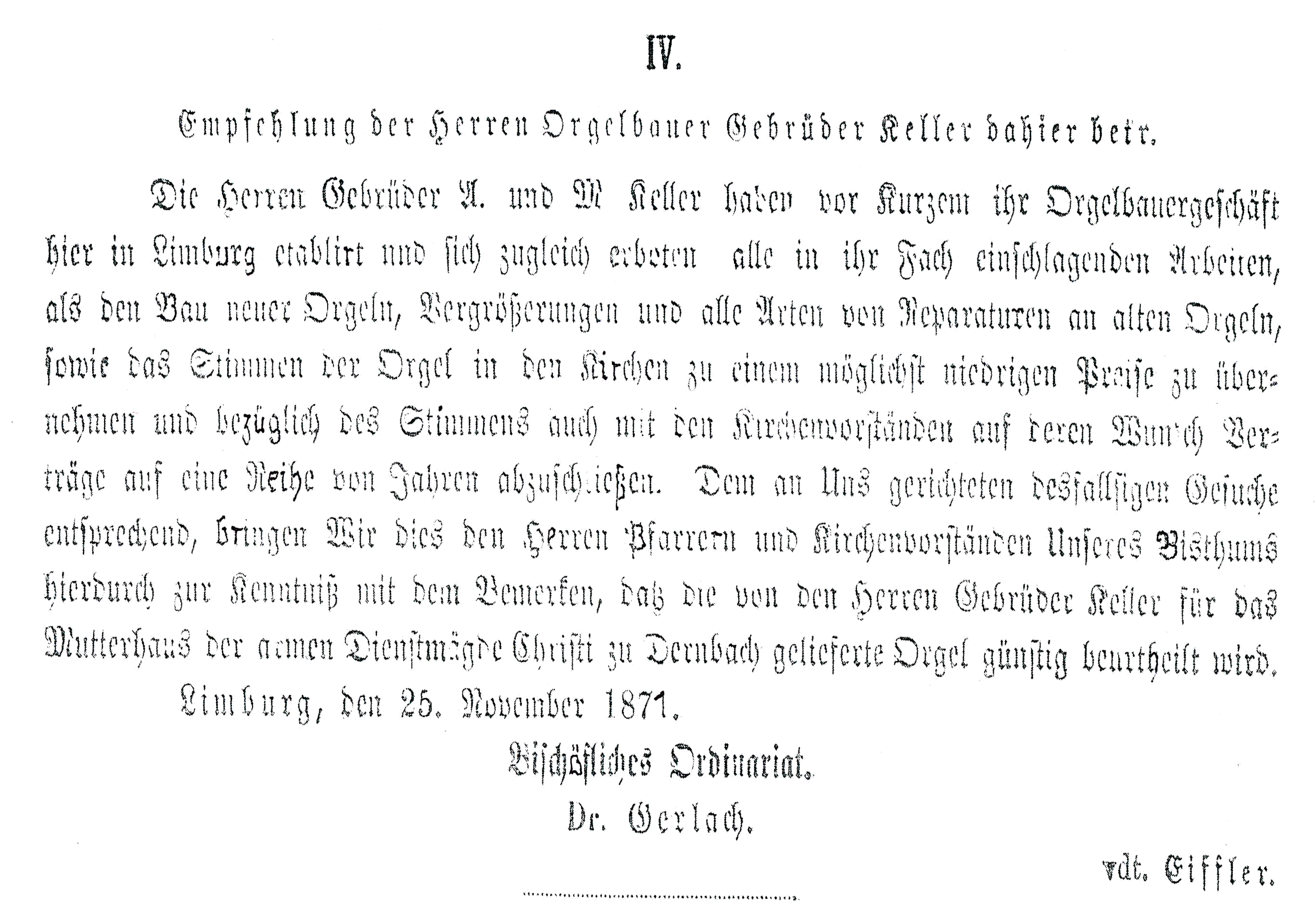
Empfehlung der Orgelbauwerkstatt Keller im Bischöflichen Amtsblatt Limburg 1871

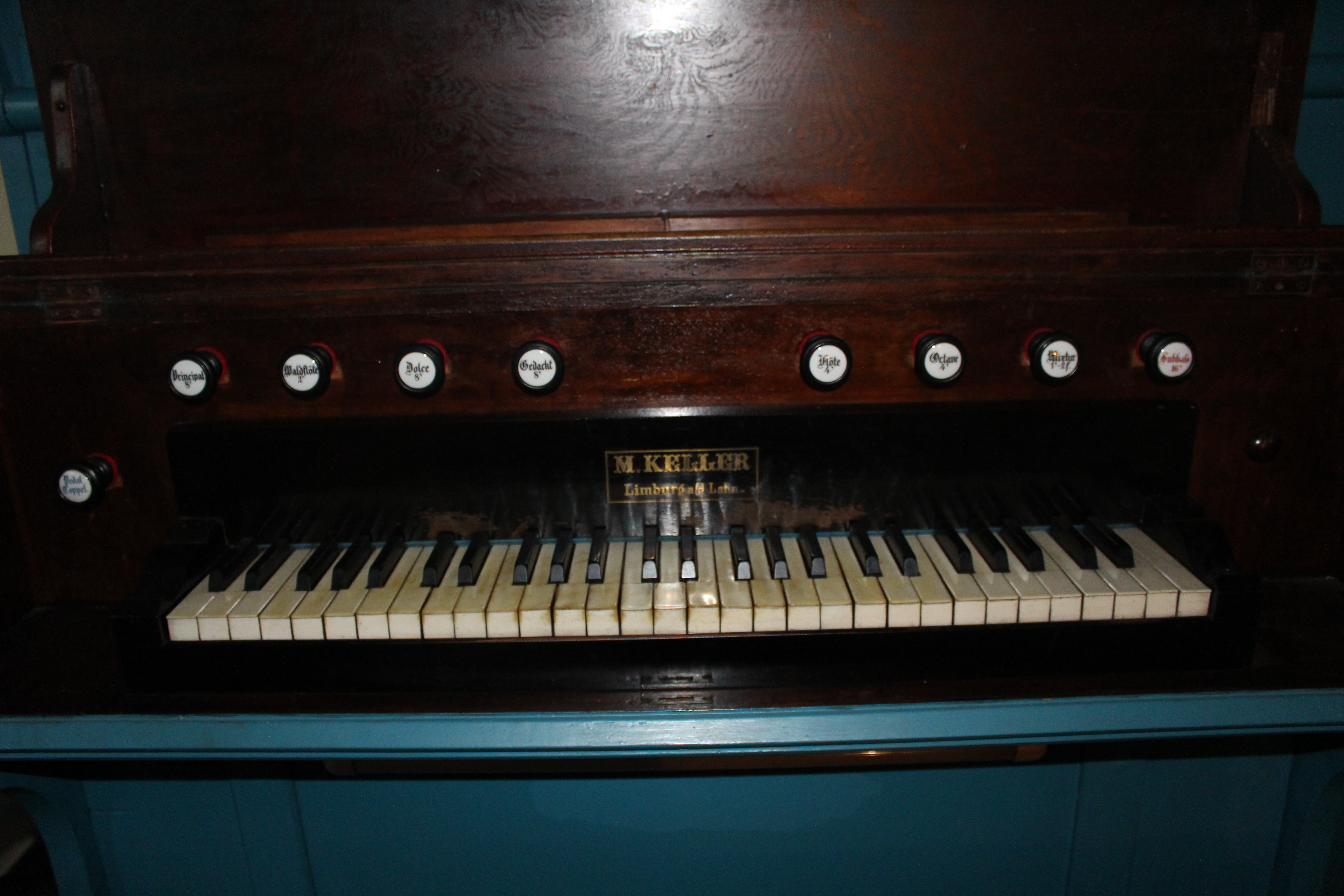
Spielschrank der Keller-Orgel im ehem. Kloster Johannisberg (1894?) mit Firmenschild M. Keller

Im Amtsblatt des Bistums Limburg vom November 1871 werden die Gebrüder Andreas und Michael Keller von offizieller Seite den Pfarrern und Kirchenvorständen für Orgelneubauten sowie für jegliche Wartungsarbeiten an alten Orgeln empfohlen. Zugleich enthält diese Notiz auch einen Hinweis auf die wohl erste Orgel (oder eine der ersten), die die Orgelbauwerkstatt gebaut hat (für das Mutterhaus der Armen Dienstmägde Christi in Dernbach). Der ältere der Gebrüder, Andreas Keller, hochbegabt, muss bereits längere Zeit vor Michael Keller gestorben sein, so dass von da an Michael Keller das Geschäft alleine weiterführte.
Das Werkstattgelände lag wahrscheinlich (neben der Wohnung des Orgelbauers) auch „[Im] Schlenkert 11“ (die Bebauung des ausgehenden 19. Jahrhunderts ist hier wie auch gegenüber nicht mehr vorhanden) und es gibt Anhaltspunkte, die vermuten lassen, dass zumindest einige der Mitarbeiter Kellers (wie z. B. sein Nachfolger in Limburg, Carl Horn) gleich gegenüber der Werkstatt (auf der gegenüberliegenden Straßenseite) wohnten.
Andreas und (später nur noch) Michael Keller bauten insgesamt 71 Orgeln – hauptsächlich für katholische Gemeinden im Bistum Limburg bzw. im Herzogtum Nassau, aber auch einige Instrumente in Österreich und Rumänien (sic!) waren (laut Nachruf) darunter. Die kleinsten Instrumente (I/P/6) hat Keller für Niederjosbach (1886) und evtl. für Kelkheim-Hornau (1894) gebaut. Der bedeutendste bzw. größte Orgel(neu)bau Kellers (hier allerdings eigentlich mehr ein Umbau) war derjenige für den Limburger Dom (III/P/38, 1872–1877). Die letzte Orgel, die Michael Keller unmittelbar vor seinem Tod fertigstellte, war das 1894 für die St. Antonius-Kirche in Rödelheim (II/P/20, op. 68) erbaute Instrument.
Als der Werkstattleiter Michael Keller am 6. September 1894 starb, standen noch die drei unvollendeten Orgeln für Dehrn, Schierstein und Wehrheim/Taunus (I/P/7) in der Werkstatt der Firma und für ein weiteres Instrument (Rauenthal) war bisher nur der Vertrag abgeschlossen, aber mit den Konstruktionsarbeiten noch nicht begonnen worden. Die Orgelbaufirma Johannes Klais aus Bonn übernahm die Werkstatt, da sich sonst kein Käufer fand, der über das nötige Kapital verfügte, um die eingelagerten Baumaterialien, Werkzeuge usw. kaufen zu können. Sie stellte dann im Namen von Michael Keller die drei bereits begonnenen Orgelwerke fertig – das letzte war das für die St. Michaels-Kirche in Wehrheim (I/P/7) als op. 71 – und das bisher nur von Keller projektierte bereits wohl unter eigenem Namen. Der noch für die St. Martinskirche in Bingen mit Michael Keller ausgehandelte Orgelneubauvertrag kam nicht mehr zustande (das Werk baute stattdessen die Firma Schlimbach/Würzburg). In der Tatsache, dass die Familie des verstorbenen Orgelbaumeisters auf dem Werkstattareal wohnen blieb, unter der Leitung des Orgelbaumeisters Johannes Klais aus Bonn die Restbestände abgearbeitet wurden und schließlich mit der käuflichen Übernahme durch Klais das Geschäft Michael Kellers erloschen war könnte die Ursache zu finden sein, warum Carl Horn, der „Nachfolger“ Michael Kellers in Limburg, der evtl. ein Mitarbeiter der Gebrüder gewesen war bzw. zumindest schon im Jahr 1894 Orgelbauaufträge für diese übernommen hatte, nicht im selben Gebäude, wohl aber in der Nähe wenige Zeit später „seine“ eigene Orgelbauwerkstatt eröffnete.

## Bauweise der Instrumente
Zumindest bei der Orgelbaufirma Klais in Bonn, die den Restbestand der Orgelbauwerkstatt Keller übernommen hatte, sind keine Unterlagen mehr zur generellen Bauweise von Keller erhalten, da sämtliche Akten zusammen mit Eigenbeständen der Firma Klais im Jahr 1944 vernichtet wurden. Dasselbe gilt auch für den Aktenbestand, der evtl. an Michael Kellers Nachfolger Carl Horn ging: Auch diese in Limburg gelagerten Bestände wurden im Zweiten Weltkrieg durch einen Bombentreffer vollständig eingeäschert. Allerdings enthält der Restaurierungsbericht der Orgelbaufirma Oberlinger (Windesheim) für die Keller-Orgel in Kransberg (1876) einige wichtige Informationen wenigstens über die frühen Orgelbauten der Gebrüder Keller.

## Orgelgrößen
Es war bezüglich der Orgelgrößen bei der Orgelwerkstatt Keller gängige Praxis, Instrumente mit bis zu 11 Registern einmanualig mit Pedal zu bauen und allesamt zumindest mit einem Subbass 16´ im Pedal auszustatten. So bekamen die Orgeln in Niederjosbach und evtl. Hornau 6, die in Wehrheim, Dehrn, Stephanshausen und evtl. Usingen 7, die Orgeln in Hellenhahn und Holzappel 8, die Instrumente in Becheln und Weißkirchen (Taunus) 9 sowie die in Idstein und evtl. Dahlheim 11 Register. Bei zwei Instrumenten (Dahlheim, Laufenselden) ist die ursprüngliche Registeranzahl aufgrund späterer Erweiterungen unsicher. Weit überwiegen auch bei der Orgelbauwerkstatt Keller wie bei deren Nachfolger Carl Horn die zweimanualigen Orgeln mit folgenden Registerzahlen:
- 12 (Holler, Irmtraud [?], Oberbrechen [?])
- 14 (Rauenthal)
- 15 (Osterspai)
- 16 (Kransberg, Oberweyer)

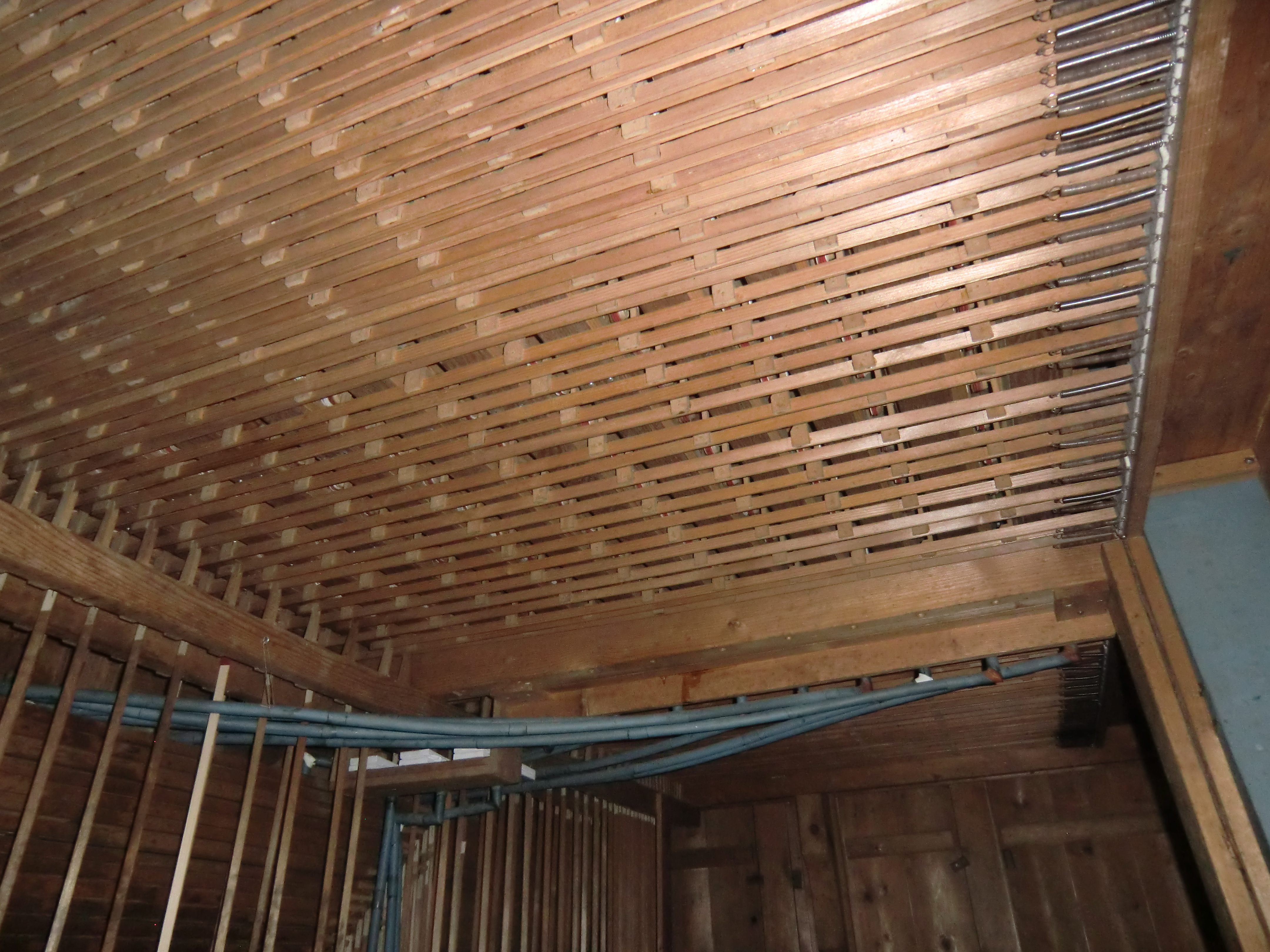
Keller-Orgel Kransberg: Blick von unten auf die Hängeventillade für die Manuale

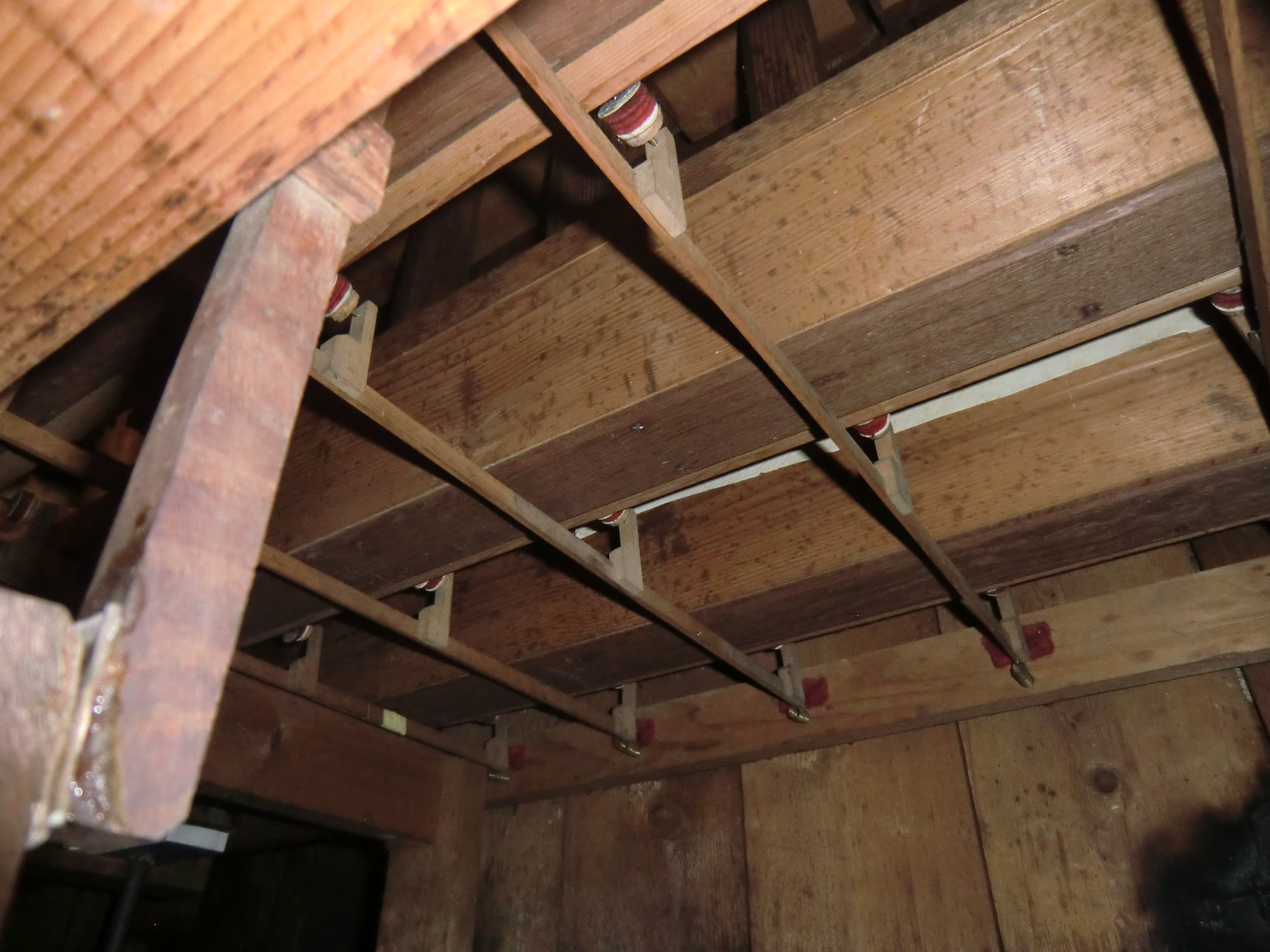
Keller-Orgel Kransberg: Blick von unten auf die Hängeventillade für das Pedal

- 17 (Weilbach, Bornheim, Niederhadamar)
- 19 (Thalheim)
- 20 (Villmar, Rödelheim)
- 27 (Montabaur)[24]

## System

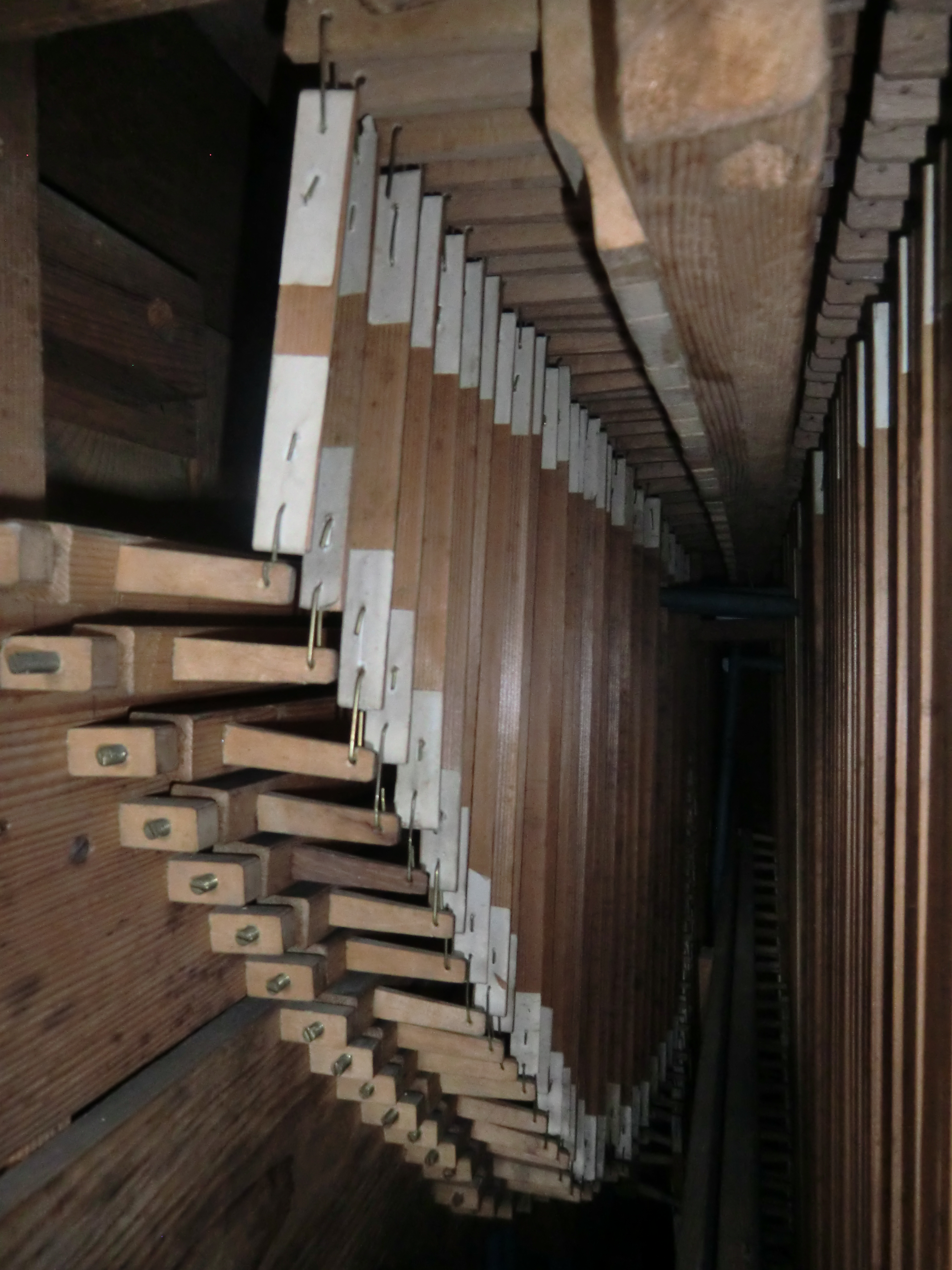
Keller-Orgel Kransberg: Wellenbrett hinten am Prospekt für die Manuale

Die Gebrüder Keller bauten ihre Orgeln mit mechanischen Kegelladen. Zumindest die frühen Orgeln (vgl. z. B. Kransberg 1876) weisen jedoch einige Modifizierungen dieses Orgelsystems auf:
- Sie besitzen ein sehr seltenes Windladensystem, die sog. „Hängeventilladen“, die der sog. „Hundeckschen Lade“[26] ähneln; der Unterschied zur „Hundeckschen Lade“ besteht allerdings darin, dass die Kellersche Hängeventillade aus Einzelkanzellen besteht, die in kleinen Abständen (bei den Manualen ca. 1 cm und beim Pedal ca. 15 cm) nebeneinander liegen. Dieses System bringt es mit sich, dass die Register der Manuale – ähnlich wie bei der sog. „durchschobenen Lade“ wechselweise auf einer einzigen Windlade aufgestellt werden können. Das hat den Vorteil beachtlicher Funktionssicherheit und Haltbarkeit, aber auch den Nachteil großer witterungsbedingter Anfälligkeit, da sich unter Umständen schon kleinste witterungsbedingte Veränderungen in der mechanischen Traktur im Sommer durch „Heuler“ und im Winter durch „Versager“ bemerkbar machen.[23]

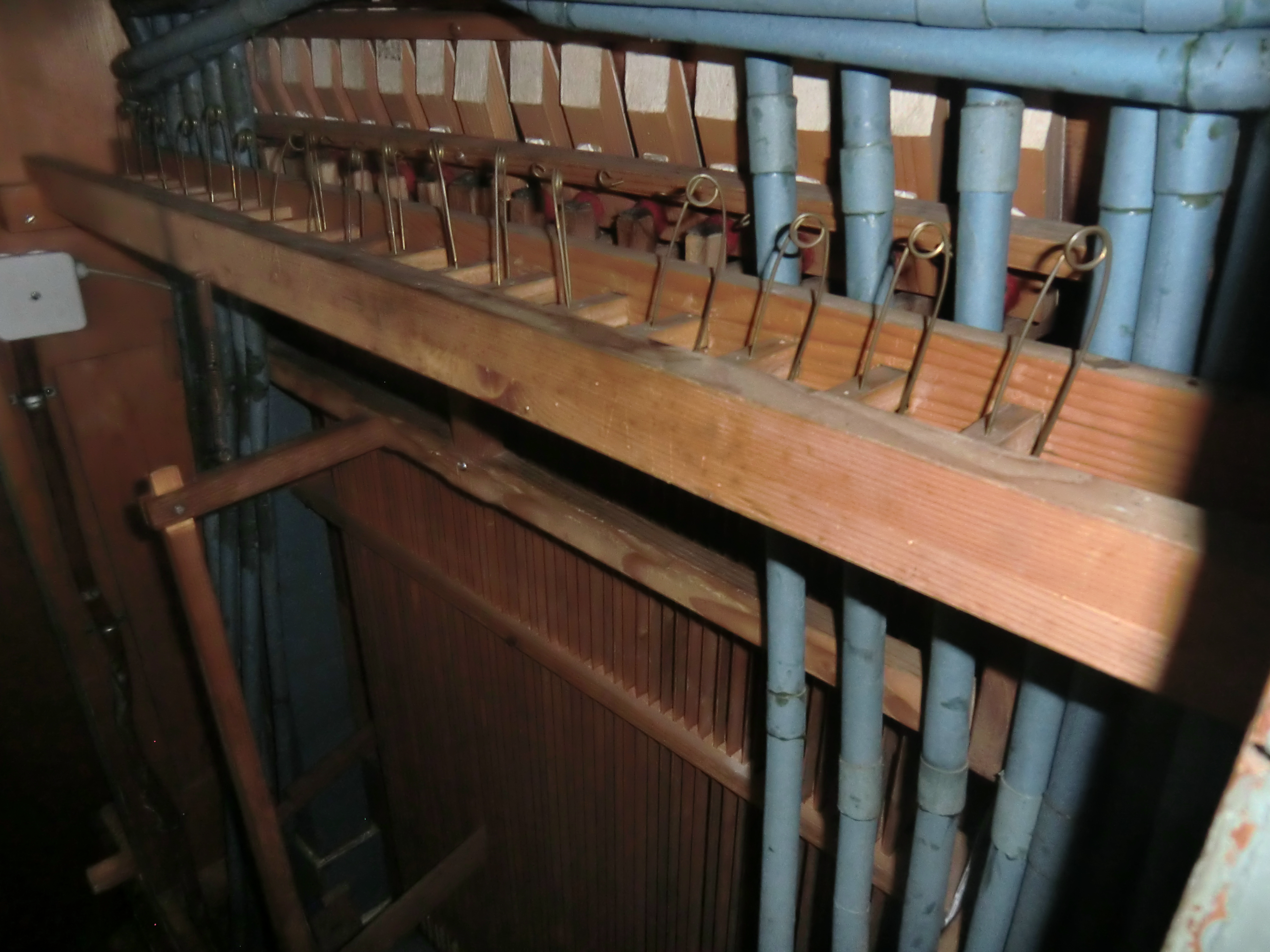
Keller-Orgel Kransberg: Blick in den Spieltisch mit pneumatischer Registratur (blaue Röhren)

- Bezüglich der Registertraktur finden sich bei den Orgeln Michael Kellers eine sehr frühe Anwendung der Pneumatik, bei der es sich um eine Eigenentwicklung handeln könnte: Die Verbindung von der Registerwindlade im Spieltisch bis zum zugehörigen Bälgchen unter der jeweiligen Registerkanzelle wird (noch) nicht durch Bleirohre (wie später z. B. bei Carl Horn), sondern durch daumendicke Pappdeckelrohre hergestellt.[23]

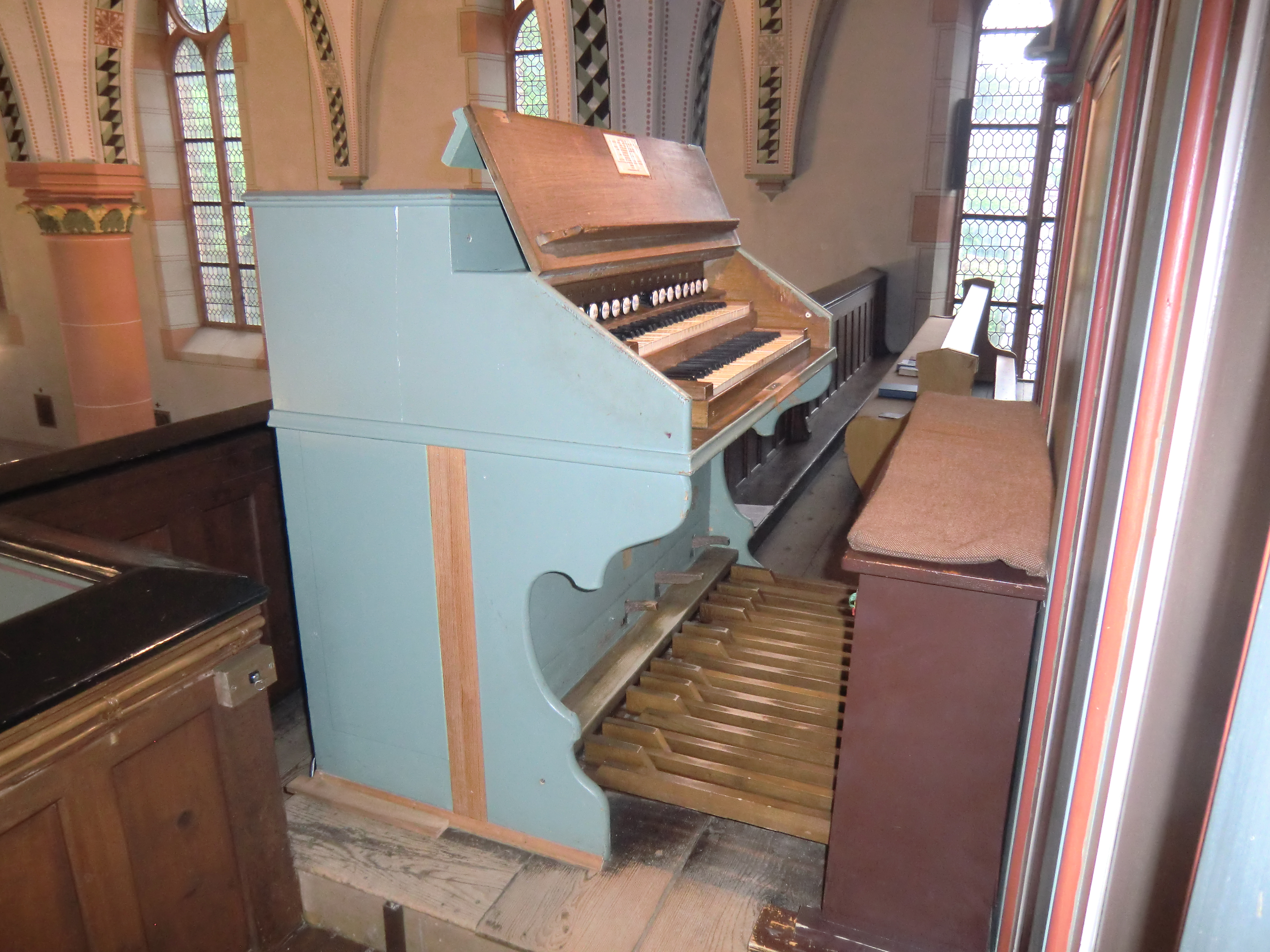
Spieltisch der Keller-Orgel in Kransberg (II/P/16)

Zumindest bei mittelgroßen und großen Orgeln hat Michael Keller trotz komplizierter Trakturführung freistehende Spieltische mit Sicht zum Altar (vgl. Kransberg, Thalheim) realisiert. Auch diese Spieltische (vgl. z. B. Kransberg) weisen Besonderheiten auf:
- die seitlichen Wangen der Spieltische sind im unteren Bereich verschnörkelt;
- die Klaviaturbacken sind gerade;
- die Klaviaturen (Untertasten mit Elfenbeinbelag) sind wie folgt ausgebaut: Manuale C–f3, das Pedal C–d1;
- die Register-Manubrien sind direkt über der obersten Klaviatur in einer Reihe positioniert, was ein relativ schnelles Umregistrieren ermöglicht, aber auch die Gefahr unbeabsichtigten Berührens beim Bespielen des II. Man. mit sich bringt; die Register sind in zwei Gruppen zu je acht Registern (vgl. Kransberg) angeordnet (von links nach rechts): Pedalregister (3, absteigende Fußzahlen), Register des II. Man. (4, aufsteigende Fußzahlen), Register des I. Man. (9 aufsteigende Fußzahlen, wobei der Principal 8´ ganz rechts außen steht); durch diese Anordnung sind die hoch liegenden Fußtonlagen in der Spieltischmitte lokalisiert, was ein bequemes Auf- (crescendo) und Abregistrieren (decrescendo) ermöglicht; auf allen Manubrien sind Porzellanschildchen geklebt, die in der Mitte den Registernamen in Frakturschrift und darunter die Fußzahl oder (bei Mixtur und Cornett) die fach-Angabe nennen; zur besseren Unterscheidung differiert die Schriftfarbe der einzelnen Werke: in Kransberg z. B. tragen die Registerzüge für das Pedal (links und Mitte) und für das I. Man. (rechts) blaue Schriftrzüge, die für das II. Man. (Mitte links) schwarze;

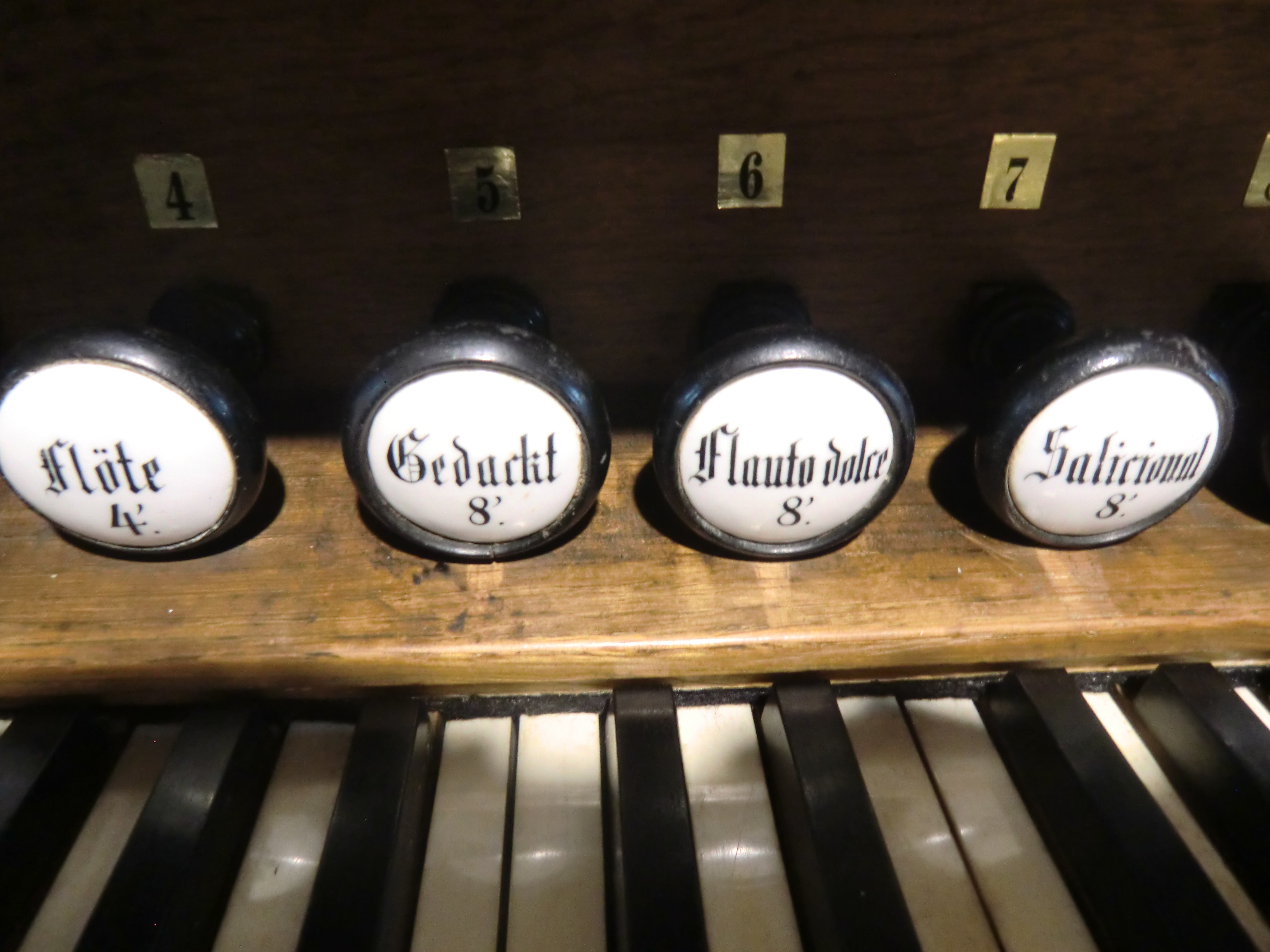
Keller-Orgel Kransberg: Registerzüge des II. Man. mit schwarzer Schrift

- die Spieltische sind von den Proportionen her eng bemessen, gerade der Abstand zwischen Manualen und Pedalklaviatur ist gering.

Es finden sich bei den kleineren Instrumenten aber auch Orgeln mit seitlich an das Gehäuse angebauten Spielschränken (z. B. Stephanshausen und evtl. Usingen).

## Disposition und Pfeifenwerk
Zunächst seien hier die kleinste (Niederjosbach) und die – neben dem Limburger Dom – größte Disposition (Montabaur) der Orgelwerkstatt Keller zitiert:
Niederjosbach:
| I Manual C–f3 |         |
| Principal     | 8′      |
| Salicional    | 8′      |
| Gedackt       | 8′      |
| Octave        | 4′      |
| Mixtur        | 2–3fach |

| Pedal C–d1 |     |
| Subbass    | 16′ |

Montabaur:
| I Manual C–f3 |       |
| Bourdon       | 16′   |
| Principal     | 08′   |
| Hohlflöte     | 08′   |
| Rohrflöte     | 08′   |
| Gamba         | 08′   |
| Octave        | 04′   |
| Fugara        | 04′   |
| Gedacktflöte  | 04′   |
| Quinte        | 2 ⁄3′ |
| Octave        | 02′   |
| Mixtur IV     | 2 ⁄3′ |
| Cornett III   | ab c1 |
| Trompete      | 08′   |

| II Manual C–f3  |    |
| Geigenprincipal | 8′ |
| Salicional      | 8′ |
| Flauto dolce    | 8′ |
| Gedackt         | 8′ |
| Flaut travers   | 4′ |
| Gemshorn        | 4′ |
| Flageolet       | 2′ |
| Klarinette      | 8′ |

| Pedal C–d1    |     |
| Principalbass | 16′ |
| Subbass       | 16′ |
| Violoncello   | 08′ |
| Posaunenbass  | 16′ |

Wenn man die letzte Disposition im I. Man. um eine (nicht näher bezeichnete) Flöte 8′ (bzw. Flaut major 8′), eine (nicht näher bezeichnete) Flöte 4′ (bzw. Flaut minor 4′) und eine Rohrflöte 4′, das II. Man. um ein Lieblichgedackt 8′, eine Portunalflöte 4′, eine Flöte 4′ (Spitzflöte 4′), eine Dolce 8′ und eine Vox coelestis 8′ sowie das Pedal um einen Violonbass 16′ und einen Principalbass 8′ erweitert, erhält man die Maximaldisposition Kellers von 35 Registern (die Orgel im Limburger Dom mit 39 Registern darf deshalb nicht mitberücksicht werden, weil Michael Keller hier eigene Register gebaut, aber auch fast das gesamte Pfeifenwerk der Vorgängerorgel von Köhler wiederverwendet hat).

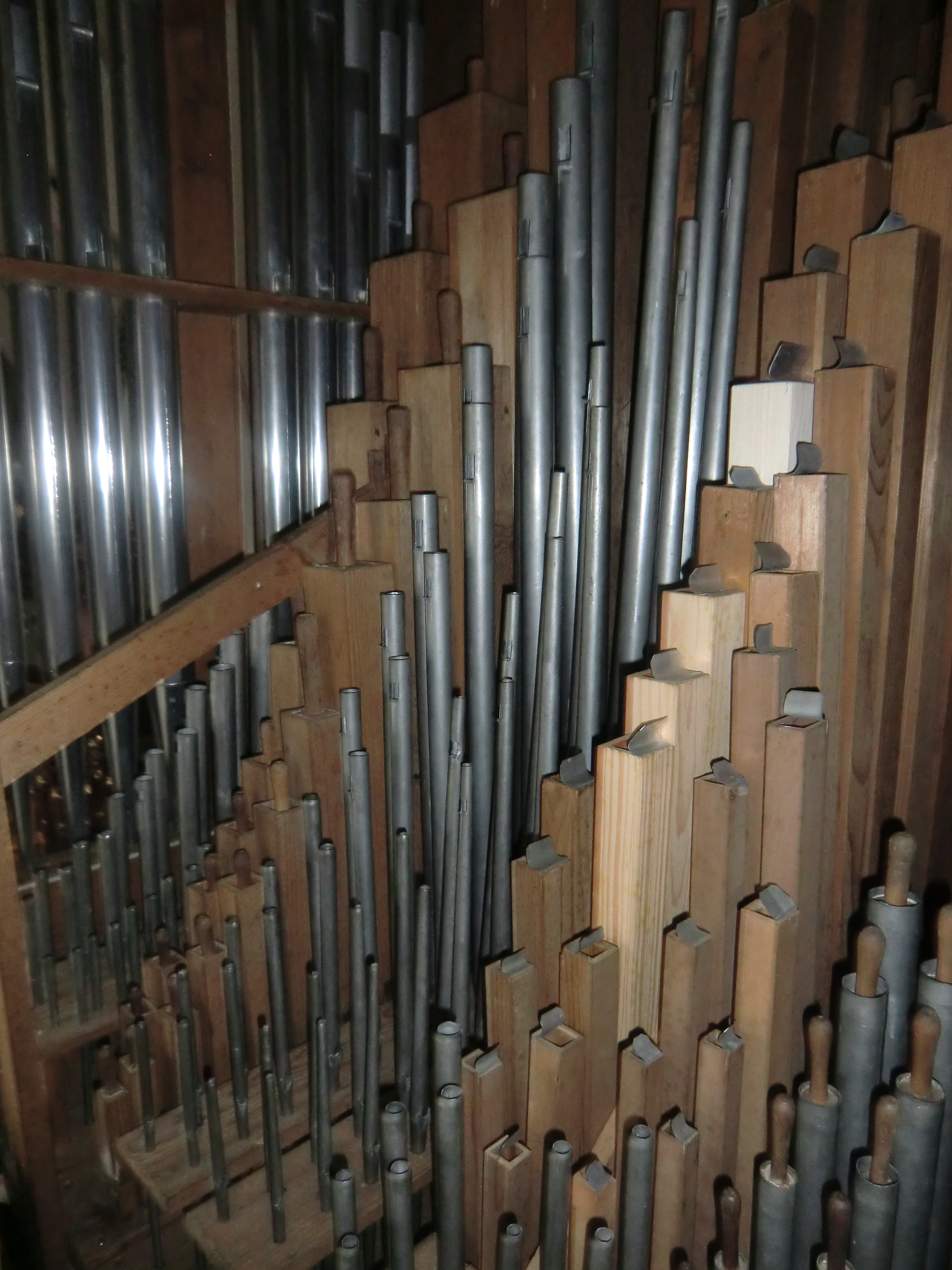
Keller-Orgel Kransberg (1876): Blick ins Pfeifenwerk der Manuallade (vorderer Teil)

Folgende Besonderheiten sind in Bezug auf die Dispositionen Michael Kellers festzuhalten:
- der Prinzipalchor im I. Man. wird auch ggf. bis in die 2´-Lage (Octave 2′) einschließlich der Quinte 22/3′ ausgebaut, was als deutliches frühromantisches Erbe (vgl. D. Rassmann oder auch F. Voigt) zu bezeichnen ist; die Mixturen repetieren noch (vgl. z. B. dagegen Carl Horn), die ab c1 gebauten Cornette nicht; Prinzipalstimmen finden sich – abgesehen von dem gelegentlich auch in den Orgeln Michael Kellers vorkommenden Geigenprincipal 8′ – nur im I. Man. oder im Pedal (vgl. z. B. Carl Horn); in allen genannten Registernamen vertritt ein „c“ noch das später übliche „k“ (z. B. Octave 4′ statt Oktave 4′ wie z. B. bei Carl Horn);
- im I. Man. ist bei Keller zunächst in der 8′-Lage, bei größeren Orgeln dann aber auch in der 4′-Lage die Tendenz zu beachten, von jeder Registergruppe mindestens einen Vertreter zu disponieren; aus diesem Grund finden wir z. B. in Montabaur neben einer Gedacktflöte 4′ und der obligatorischen Octave 4′ auch eine Fugara 4′;
- auch das II. Man. ist zumindest bei der großen Orgel in Montabaur bis in die 2´-Lage ausgebaut (Flageolet 2′) – auch das ist durchaus noch als frühromantisches Erbe zu bezeichnen (vgl. D. Rassmann);
- die Disposition des Pedals ausschließlich mit 16´- und 8´-Registern (was dann zumindest eine Pedalkoppel unumgänglich macht) zeigt, dass auch Keller sich langsam vom barocken Erbe, das in der Frühromantik (vgl. z. B. D. Rassmann) noch Einfluss hatte, verabschiedet; gleichsam ist aber bei ihm durch den Verzicht auf sog. „Echoformen“ wie Dolcebass 16′ oder auch Salicetbass 16′ (vgl. z. B. Carl Horn) das spätromantische Endziel noch nicht erreicht;
- unter den Streicherstimmen fällt das Salicional 8′ mit seinen leicht konischen Zinn-Blei-Pfeifen (vgl. Kransberg) auf; die auf das Salicional 8′ wirkende Vox coelestis 8′ hat Keller nur ein Mal gebaut (Oberweyer);
- Zungenstimmen baut die Orgelwerkstatt Keller nur sehr wenig: am meisten die Trompete 8′ im I. Man., dann den Posaunenbass 16′ und schließlich (nur in einem Fall – Montabaur – dokumentiert) eine Klarinette 8′ im II. Man.; diese Praxis entspricht z. B. schon der, die z. B. auch sein Nachfolger in Limburg, Carl Horn, fortführen wird;
- bei den 8´- und den 16´-Registern (auch bei Gamba 8′ und Salicional 8′) verwendet Keller gerne Holz (v. a. Nadelholz, aber auch Eiche) als Material (in Kransberg z. B. bestehen alle drei Register komplett aus Holzpfeifen); die große Oktave der 8´-Flöten (Hohlflöte 8′, Flauto dolce 8′) ist gedeckt; bei der Orgel in Kransberg z. B. bestehen 296 der 981 Pfeifen aus Holz (= 30,17 %);
- bei einmanualigen Orgeln zeigt sich, dass Michael Keller immer eine Klangkrone (Mixtur oder Cornett) baut (einzige Ausnahme ist Wehrheim), dass er die größeren Exemplare dieser Instrumente sogar mit einem Bourdon 16′ (vgl. z. B. Idstein, Dahlheim) im Man. ausstattet und dass er als zweite Streicherstimme im Manual (neben der Gamba 8′) kein Salicional 8′ sondern eine Dolce 8′ (vgl. Becheln, Idstein, Laufenselden) disponiert.

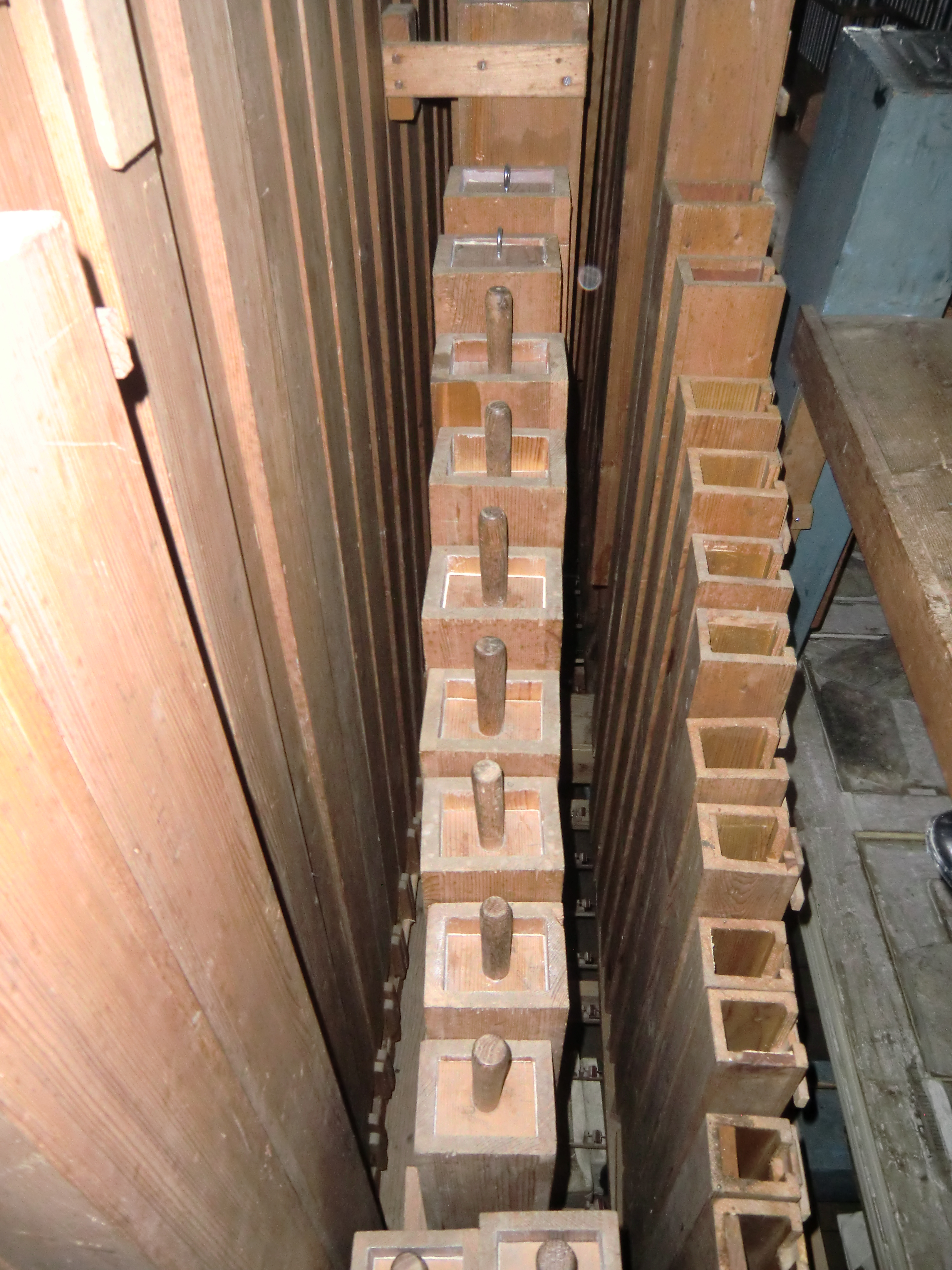
Keller-Orgel Kransberg: Blick in das völlig aus Holzpfeifen bestehende Pedalwerk

An Spielhilfen baute Michael Keller bei den frühen Instrumenten nur die Koppel I. Man. (Hauptwerk) auf Pedal, die Manualkoppel II/I sowie einen Tuttizug; bei ihnen sind die Spielhilfen als Tritte zum Einhaken realisiert und sie funktionieren mechanisch.
Insgesamt entspricht die Dispositionsweise Kellers der anderer zeitgenössischer Orgelbauer (vgl. z. B. die Orgel von August Ratzmann – Gelnhausen – von 1865 in Seulberg oder auch die Orgeln Gustav Rassmanns u. a.). Es zeigt sich noch frühromantisches Erbe und (gerade im II. Man.) noch nicht die Grundstimmenlastigkeit der Spätromantik, auch wenn man bei Keller (und seinen Zeitgenossen) bereits die Tendenz spürt, das II. Man. mit den dezenteren Flöten- und Streicherstimmen (vgl. Kransberg) schon deutlich in Richtung eines „Neben-“ oder sogar „Zartwerkes“ zu disponieren. Insgesamt hält sich Keller jedoch weitgehend an die damals übliche Registerauswahl und die Praxis, bestimmte Register nur bestimmten Werken zuzuweisen: Gamba 8′ und Hohlflöte 8′ z. B. gehören ins I. Man., Gedackt 8′ und Salicional 8′ ins II. Manual.
Insgesamt haben zumindest die frühen Orgeln Michael Kellers (gerade was Flötenstimmen und Streicher angeht) einen noch milderen Klang als die Orgelwerke der Frühromantik (vgl. z. B. D. Rassmann). Abschließend darum noch ein tabellarischer Überblick anhand der Orgel in Kransberg (II/P/16), wie er welche Register baute.
| Register               | Bild | Bauform Kransberg                                                       | Klangbeschreibung    |
| ---------------------- | ---- | ----------------------------------------------------------------------- | -------------------- |
| Principal 8′           |      | C–E Nadelholz (offen), Prospektpfeifen aus 78 % Zinn, Rest Zinn/Blei    |                      |
| Octave 4′              |      | Prospektpfeifen aus 78 % Zinn, Rest Zinn/Blei                           |                      |
| Octave 2′              |      | Zinn/Blei                                                               |                      |
| Mixtur 2′ (4-fach)     |      | Zinn/Blei, Quintrepetition auf c°, c1, c2 und c3                        |                      |
| Cornett 22/3′ (3-fach) |      | Zinn/Blei, keine Repetition, ab c1                                      |                      |
| Principalbass 8′       |      | Nadelholz                                                               |                      |
| Bourdon 16′            |      | Nadelholz, gedeckt                                                      |                      |
| Hohlflöte 8′           |      | C–H Nadelholz (gedeckt!), c°–f2 Nadelholz (offen), Rest Zinn/Blei offen |                      |
| Gedackt 8′             |      | C–h° Nadel- und Eichenholz, c1–f3 Zinn/Blei mit Eichenholzspunden       |                      |
| Flauto dolce 8′        |      | C–H Nadelholz (gedeckt!), c°–f2 Nadelholz (offen), Rest Zinn/Blei offen |                      |
| Rohrflöte 4′           |      | mit langen Röhrchen                                                     | sehr „magerer“ Klang |
| Flöte 4′               |      | C–H Nadelholz offen, c1–f3 Zinn/Blei konisch und offen                  |                      |
| Subbass 16′            |      | Nadelholz                                                               |                      |
| Gamba 8′               |      | C–H Nadelholz offen, c°–f3 Zinn/Blei                                    |                      |
| Salicional 8′          |      | C–h° Nadelholz offen, c1–f3 Zinn/Blei konisch und offen                 |                      |
| Violonbass 16′         |      | Nadelholz (die Pfeifen bilden die Gehäuserückwand)                      |                      |

## Windanlage

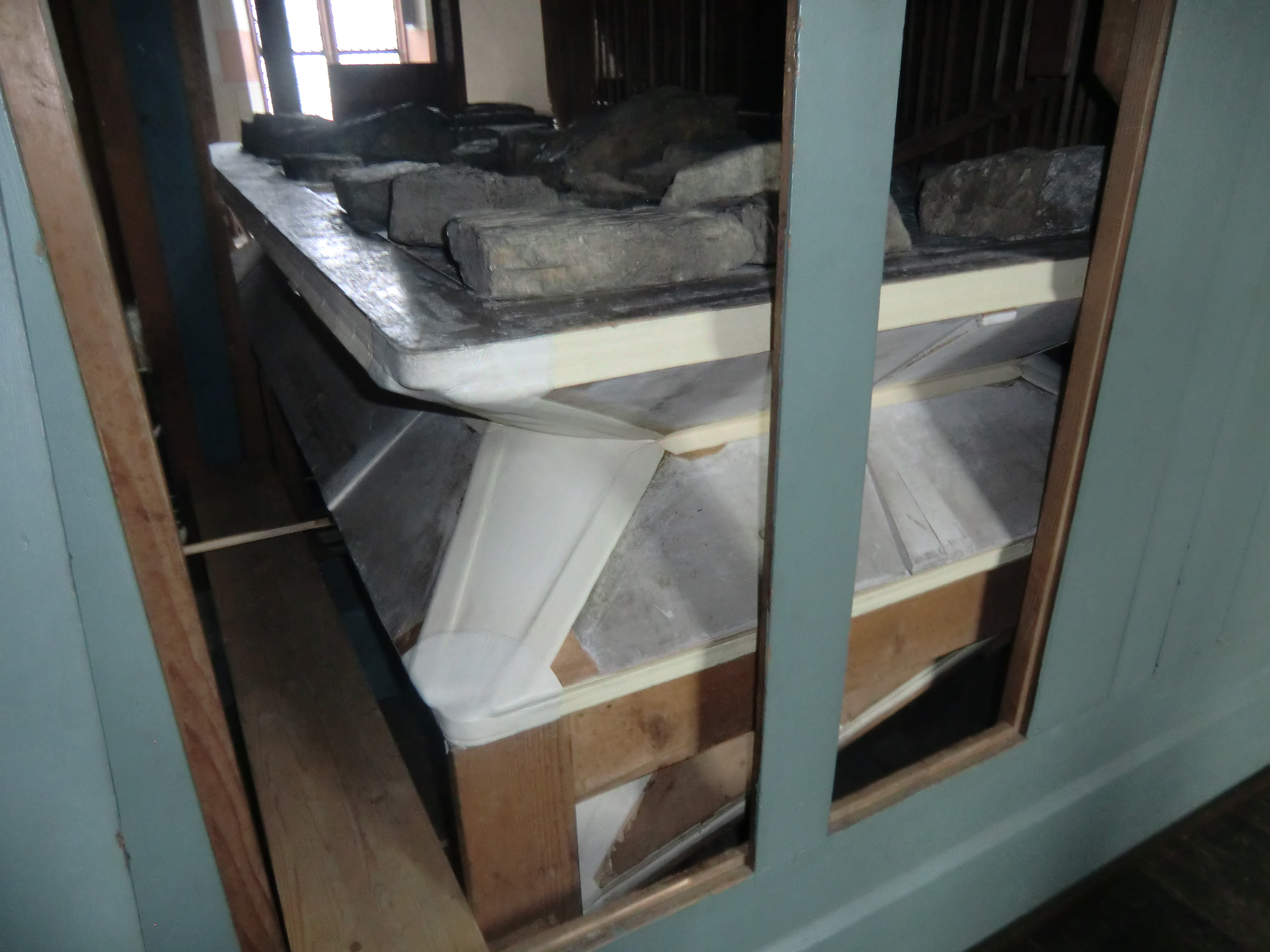
Windanlage der Keller-Orgel in Kransberg (II/P/16): Magazin- und Schöpfbalg

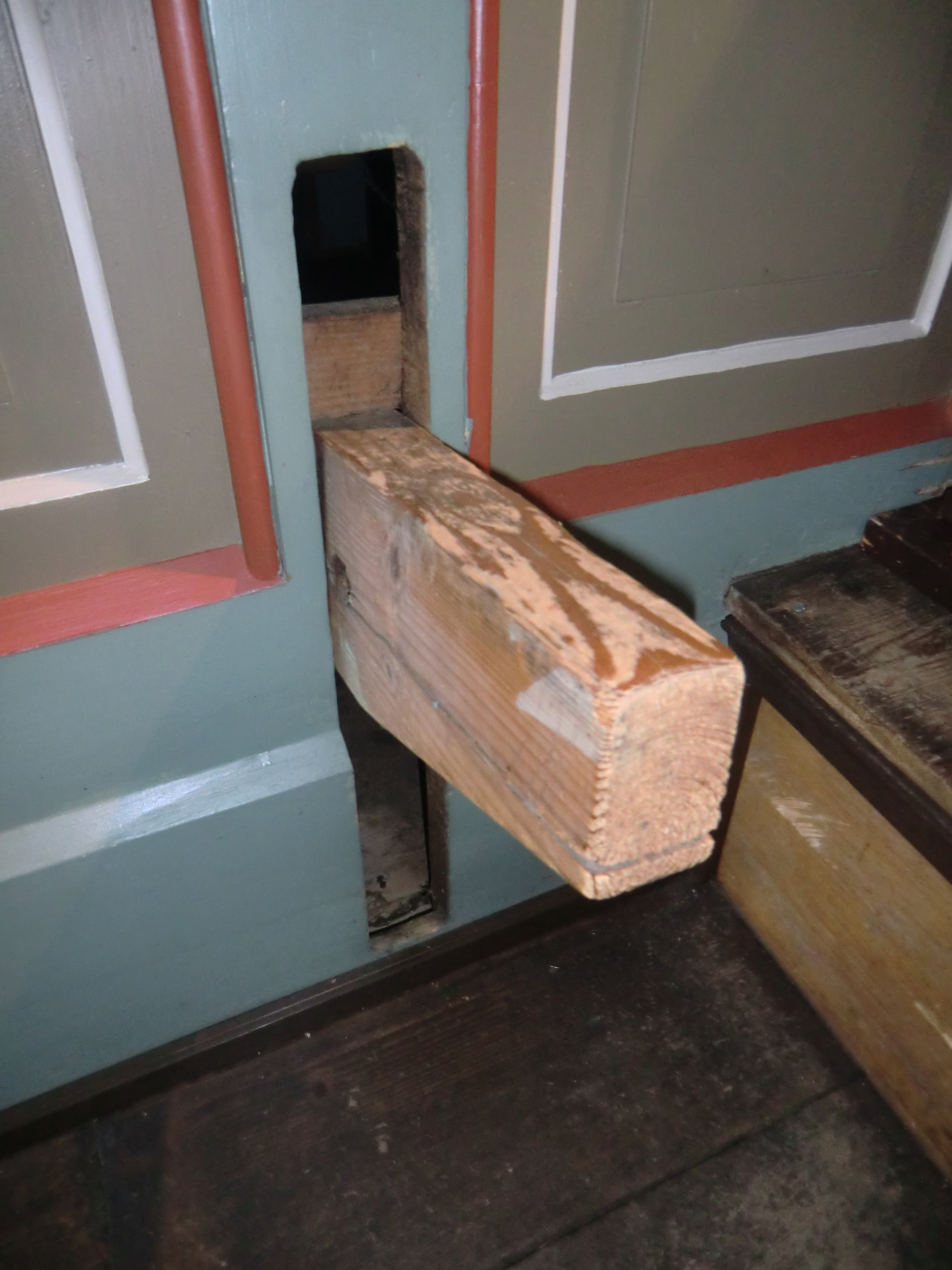
Windanlage der Keller-Orgel in Kransberg (II/P/16): Kalkantentritt

Die Windanlage der Orgeln der Orgelbauwerkstatt Keller bestehen aus einem großen Magazinbalg und einem darunter befindlichen Schöpfbalg. Die Windkanäle sind aus Holz. Befindet sich die gesamte Windanlage im Orgelgehäuse (vgl. z. B. Kransberg), ist auch der Kalkantentritt am Orgelgehäuse entweder vorne am Prospekt (z. B. Kransberg) oder auch seitlich (z. B. Usingen?) positioniert.

## Prospekte und Gehäuse
Die Orgelwerkstatt Keller baute neuromanische (vgl. z. B. Limburger Dom) und v. a. neugotische (vgl. z. B. Kransberg, Hallgarten, Bornheim, Stephanshausen) Prospekte, wobei diese unterschiedliche Formen annehmen können: hoher Mittelturm mit krönender Blume und jeweils zwei seitlichen, gerade abgeschlossenen Pfeifenfeldern (z. B. Kransberg) oder zwei hohe Seitentürme mit jeweils krönender Blume und drei dazwischenliegenden, spitzbögigen Pfeifenfeldern (z. B. Thalheim). Im Prospekt steht der Principal 8′ des I. Man. und ggf. auch einige wenige große Pfeifen der Octave 4′. Die Labien der Prospektpfeifen, die Keller in Zinn baute (Prospektpfeifen in Zink-Aluminium-Legierung wurden ggf. während des Ersten Weltkriegs eingebaut, weil man Zinn für Kriegszwecke brauchte), stehen nicht auf einer Höhe.
Die Gehäuse sind nach oben und nach hinten (wo z. B. in Kransberg die Pfeifen des Violonbass’ 16′ die Rückwand bilden) offen, haben (auf der Prospektseite) Unterteile mit Rahmen und Füllungen und bestehen (vgl. Kransberg) aus Nadelholz und ggf. an den Seitenteilen herausnehmbare Gehäusebretter, so dass man von außen problemlos an das Orgelinnere kommen kann.

## Werke

### Orgelneubauten
| Jahr           | Ort                  | Gebäude                                      | Bild | Manuale | Register   | Op.        | Bemerkungen |
| -------------- | -------------------- | -------------------------------------------- | ---- | ------- | ---------- | ---------- | --- |
| 1871           | Dernbach             | Mutterhaus der Armen Dienstmägde Christi     |      | ?       | ?          | 1(?)       | 1962 abgebrochen; evtl. das erste Instrument der Orgelbauwerkstatt; 1962 Neubau durch Fa. Klais/Bonn. |
| 1872–1877      | Limburg              | Limburger Dom                                |      | III/P   | 38         |            | 1911 abgebrochen; Umbau der Vorgängerorgel von J. Chr. Köhler, Einbau eines neuromanischen Prospekts, Wiederverwendung fast des gesamten Pfeifenwerks (Köhler); 1911 Neubau durch Fa. Johannes Klais/Bonn. |
| 1876           | Weilbach (Flörsheim) | Kath. Kirche Mariä Himmelfahrt               |      | II/P    | 17         |            | 1982 abgebrochen; Aufbau des Werkes dauerte volle 8 Wochen (bis Pfingsten 1876 war nur ein Manual spielbar), Kosten: 4.500 M; 1950 Umbau und Erweiterung des Werkes auf drei Manuale durch Fa. F. Katzer, Bleidenstadt; Neubau 1982 durch Fa. Mayer, Heusweiler. |
| 1876 (?)       | Kransberg            | Kath. Kirche St. Johannes der Täufer         |      | II/P    | 16         |            | original erhalten („orgelbauliche Rarität“); 1917 Ausbau der Prospektpfeifen durch Fa. Carl Horn/Limburg (später in Zink ersetzt); 1995 Restaurierung durch die Gebrüder Oberlinger/Windsheim; 2013 Restaurierung durch Fa. Hardt Orgelbau/Möttau. Die Zuschreibung der Kransberger Orgel an die Gebrüder Keller ist ein Verdienst von Herrn Martin Heinzberger. |
| 1877           | Hallgarten           | Kath. Kirche Mariae Himmelfahrt              |      | II/P    | 14         |            | 1969 abgebrochen; neugotisches Gehäuse, Kosten: 1.391 Thaler, 2 Dispositionen überliefert; 1917 Abgabe des Prospektpfeifen; Neubau 1969 durch Fa. E. Wagenbach / Limburg. |
| 1877           | Hadamar              | Kath. Kirche St. Johannes Nepomuk            |      | II/P    | 22         |            | 1970 abgebrochen; Neubau 1970 durch Fa. Klais/Bonn. |
| 1878           | Kronberg             | Kath. Kirche St. Peter und Paul              |      | ?       | ?          |            | 1980 abgebrochen; 1903 Umbau; 1952 Umbau; Neubau 1980 durch Fa. Bosch/Kassel. |
| 1879           | Eltville             | Kath. Kirche St. Peter und Paul              |      | ?       | ?          |            | 1963 abgebrochen; Neubau 1963 durch Fa. Förster und Nicolaus/Lich, unter Einbeziehung alter Orgelteile von 1843 (Fernwerk). |
| 1880           | Frankfurt-Bornheim   | Kirche St. Josef                             |      | II/P    | 17 oder 18 |            | 1970 abgebrochen; mechanische Kegellade, neugotisches Gehäuse; 1932 in umgebaute Kirche transferiert; 1966 erneuert; Neubau 1970 durch Fa. Gebrüder Hindelang/Ebenhofen (Umbau 1989 durch Fa. Mayer/Heusweiler). |
| 1880           | Argenthal            | Kath. Kirche                                 |      | I       | 5          |            | 1957 abgebrochen; mechanische Kegellade; 1957 Neubau durch Gebr. Oberlinger/Windesheim. |
| um 1880        | Becheln              | Ev. Kirche                                   |      | I/P     | 9          |            | 1955 verkauft; Neubau durch die Fa. Walcker/Ludwigsburg. |
| 1881           | Usingen              | alte kath. Kirche St. Laurentius (1876–1959) | ---  | I/P     | 7          |            | 1959 abgebrochen; Kosten: 1.800,- M; Weihe am 25. September 1881 durch den dazu beauftragten Pfr. Overhage; Werk im April 1959 im Zuge des Kirchenneubaus durch Orgelbauer Eduard Wagenbach/Limburg abgebaut und wohl in Zahlung genommen zur Kostenmilderung für die Erbauung der neuen Orgel (Weihe am 28. Mai 1961). |
| 1882           | Niederwalluf         | Kath. Kirche St. Johannes                    |      | I/P     | 13         |            | 1978 abgebrochen; Neubau 1978 durch Förster und Nicolaus/Lich. |
| 1883           | Montabaur            | Kath. Kirche St. Peter in Ketten             |      | II/P    | 25         |            | 1904 abgebrochen; Neubauvertrag mit Keller vom 14. Januar 1883; Kosten: 5.286 M; Werk wurde bereits 1904 zugunsten eines Neubaus von Joh. Klais abgebrochen, das nun wieder durch Neubau der Fa. Mühleisen ersetzt worden ist. |
| 1883           | Niederhadamar        | Kath. Kirche St. Peter in Ketten             |      | II/P    | 17         |            | 1981 abgebrochen; 1950 durch die Fa. Eduard Wagenbach/Limburg klanglich und auf elektrische Kegellade umgebaut; Neubau 1981 durch Fischer und Krämer/Endingen. |
| 1883–1887      | Osterspai            | Kath. Kirche St. Martin                      |      | II/P    | 15         |            | 1981 abgebrochen; hinter dem Prospekt der Vorgängerorgel (1795) erbaut; Vertragsabschluss am 14. Januar 1883, Abnahme am 10. September 1887; Neubau 1981 durch Fa. Mayer/Heusweiler. |
| 1885           | Villmar              | Kath. Kirche St. Peter und Paul              |      | II/P    | 20         |            | 1976 abgebrochen; Kosten: 5.000 M; Weihe am 15. August 1886; 1931 Umbau durch Fa. Klais/Bonn; Neubau 1976 durch Fa. Klais/Bonn. |
| 1885           | Weißkirchen (Taunus) | Kath. Kirche St. Crutzen                     |      | I/P     | 9          |            | 1985 abgebrochen; Dispositionsvorschlag vom 8. März 1885; 1958 Umdisponierung durch Fa. Eduard Wagenbach/Limburg; Neubau 1985 durch Fa. Mayer/Heusweiler. |
| 1886           | Oberweyer            | Kath. Kirche St. Leonhard                    |      | II/P    | 16         |            | Status unbekannt; mechanische Traktur; Umbau auf elektropneumatische Traktur u. a. durch Fa. Eduard Wagenbach/Limburg. |
| 1886           | Niederjosbach        | Kath. Kirche St. Michael                     |      | I/P     | 6          |            | Umbau zu unbekannter Zeit durch Fa. Eduard Wagenbach/Limburg. 1970 abgebrochen und durch ein Orgelwerk der Fa. Förster & Nicolaus/Lich ersetzt (siehe St. Michael (Niederjosbach)) |
| 1886           | Neu-Isenburg         | Kath. Kirche                                 |      |         |            |            | Status unbekannt. |
| 1888           | Idstein              | alte kath. Kirche oder Schlosskapelle (?)    |      | I/P     | 11         |            | um 1962 verkauft nach Wörsdorf. |
| 1888           | Erbach               | Kath. Kirche St. Markus                      |      |         |            |            | nicht erhalten; Umbau. |
| 1889           | Thalheim             | Kath. Kirche St. Stephanus                   |      | II/P    | 19         | Op. 49     | erhalten; 1958 Generalüberholung durch Fa. Eduard Wagenbach/Limburg; 1979 Restaurierung durch Fa. Schäfer/Frankfurt (Abnahme am 29. Februar 1980). |
| 1889           | Holler               | Kath. St. Margaretha                         |      | II/P    | 12         |            | 2000 abgebrochen; pneumatischer Umbau (?), weswegen später auch eine Superkoppel II/I und eine Superkoppel I disponiert sein konnte; Neubau 2000 durch die Fa. Göckel/Malsch (bei Heidelberg). |
| 1890           | Welgesheim           | Kath. Allerheiligenkirche                    |      | I/P     | 6          |            | erhalten. |
| um 1890 (1891) | Irmtraut             | Kath. Kirche St. Marien                      |      | II/P    | 12 (?)     |            | Status unbekannt. |
| 1890           | Oberbrechen          | Kath. Kirche der Hl. Sieben Brüder           |      | II/P    | 10 (12?)   |            | 1975 abgebrochen; Neubau 1975 durch Fa. Walcker/Murrhardt. |
| 1889           | Ober-Wöllstadt       | Kath. Kirche St. Stephanus                   |      | II/P    | 12         |            | 1992 abgebrochen und durch ein Instrument von Josef Wilbrand ersetzt. |
| 1892–1894      | Frankfurt-Rödelheim  | Katholische Antoniuskirche                   |      | II/P    | 20         | 68         | 1984 abgebrochen; letzte fertiggestellte Orgel Kellers; Neubau 1984 durch Fa. Hugo Mayer/Heusweiler. |
| 1893           | Berod bei Wallmerod  | Kath. Kirche St. Ägidius                     |      | II/P    | 12         | op. 64     | 1978 abgebrochen; mechanische Kegellade, Abnahme durch Seminarlehrer Schmetz/Montabaur; 1899 Auslagerung der Zinn- und Holzpfeifen wegen des Kirchenneubaus; 1900 (11. Mai) Zerstörung des Pfeifenwerks durch Brand; 1901 Wiederaufbau des Instruments durch Fa. Carl Horn/Limburg (hinter dem Prospekt der Vorgängerorgel, J. Chr. Schöler ?), 1922 Erweiterung durch Fa. Carl Horn/Limburg; 1964 funktionsuntüchtig; 1975 in „schlechtem“ Zustand; 1978 Neubau durch Fa. Peter Wagenbach/Limburg unter Wiederverwendung von fünf Registern Horns.                                                                                                 |
| 1893           | Dahlheim             | Kath. Kirche St. Jakobus                     |      | I/P     | 14         | 65         | 1972 abgebrochen; op. 65, mechanische Kegellade, stand auf der oberen Empore; 1945 (24. März) Beschädigung der Orgel (durch die durch amerikanischen Granatbeschuss herabstürzende Kirchendecke), 1948 Einbau eines neuen Gebläses (auf dem Kirchenspeicher) durch die Fa. Eduard Wagenbach/Limburg, 1959 (September) Umbau und Renovierung der Orgel durch die Fa. Eduard Wagenbach/Limburg (vgl. Disposition bei Bösken), 1972 Totalversagen der Orgel (durch Luftfeuchtigkeit und -temperatur auf dem Kirchenspeicher entstandenes Kondenswasser beschädigt Windkanäle und Pfeifen) und Abbruch; seither zwei elektronische Orgeln (1972, 2003). |
| 1893           | Wiesbaden            | Kath. Stadtkirche St. Bonifatius             |      |         |            |            | nicht erhalten; Erweiterung. |
| 1893           | Dietkirchen          | Kath. Kirche St. Lubentius                   |      |         |            |            | nicht erhalten; Umbau. |
| 1894           | Hellenhahn           |                                              |      | I/P     | 8          |            | erhalten (im ehem. Kloster Johannisberg) ???; dann ca. 1926 Abbruch der Orgel in Hellenhahn-Schellenberg, Einlagerung des Instruments (Orgelbauanstalt C. Horn, Limburg ?), ca. 1928 Transferierung unter Abänderung zweier Register ins Kloster Johannisberg. |
| 1894           | Flomborn             | St. Remigius (Rathauskapelle)                |      |         |            |            | wohl fehlerhafte Zuschreibung. Die Orgel in Flomborn wurde im Jahr 1892 mit 6 Registern durch J. Schlaad/Waldlaubersheim erbaut. |
| 1894           | Hornau               |                                              |      | I/P     | 6 (?)      |            | 1952 abgebrochen. |
| 1894           | Laufenselden         | Kath. Kirche St. Philippus und Jakobus       |      | I/P     | 12 (?)     |            | 1978 abgebrochen; Neubau 1978 durch Fa. Seifert/Kevelaer. |
| 1895           | Dehrn                | Sankt-Nikolaus-Kapelle                       |      | I/P     | 7          | 69 oder 70 | wahrscheinlich um 1930 abgebrochen (bei Umwandlung der Kapelle in einen Kindergarten); Fertigstellung durch Fa. Johannes Klais/Bonn. |
| 1895           | Schierstein          |                                              |      |         |            | 69 oder 70 | 1942 abgebrochen; Fertigstellung durch Fa. Johannes Klais/Bonn. |
| 1895           | Wehrheim             | St. Michael                                  |      | I/P     | 7          | 71         | 1974 abgebrochen; pneumatische Taschenlade; Fertigstellung durch Fa. Johannes Klais/Bonn; 1955 Klangumbau durch die Fa. Eduard Wagenbach/Limburg und Versetzung auf eine neue Westempore; 1974 Neubau durch Fa. Fischer & Krämer/Endingen unter teilweiser Wiederverwendung des alten Pfeifenwerks (demontiert April 2024). |
| 1894–1899      | Rauenthal            | St. Antonius Eremita                         |      | II/P    | 14         |            | 1977 abgebrochen; 1894 Vertragsschluss noch mit Michael Keller, Fertigstellung des Werkes durch Fa. Johannes Klais/Bonn, 1899 (1. November), Abnahme durch Seminarlehrer Carl Walter/Montabaur; 1954 Klangumbau durch Fa. Eduard Wagenbach/Limburg; Neubau 1978 durch Fa. Oberlinger/Windesheim. |

Viele Abbruchdaten konnten durch eine Orgelneu- und -umbauliste des Bistums für den Zeitraum von 1948 bis 1991 geklärt werden.

### Undatierbare Orgelbauten Kellers
| Jahr | Ort            | Gebäude                      | Bild | Manuale | Register | Opuus | Bemerkungen |
| ---- | -------------- | ---------------------------- | ---- | ------- | -------- | ----- | --- |
| ?    | Stephanshausen | Kath. Kirche St. Michael     |      | I/P     | 7        |       | Status: erhalten; Spieltisch seitlich am Gehäuse, trägt ein Firmenschild der Gebrüder Keller, ehem. neugotischer Prospekt; später Einbau eines aus Niederselters übernommenen Barockprospekts (F. Wang/Hadamar [?]). |
| ?    | Holzappel      | Kath. Kapelle St. Bonifatius |      | I/P     | 8        |       | Status: erhalten (Juli 2024), aber schon lange unspielbar (Digitalorgel als Ersatzinstrument); Instrument soll abgebaut und nach Möglichkeit verkauft werden (Kapelle wird aufgegeben). Instrument ist auf der rechten Seite der Westempore aufgestellt. System: mechanische Spiel- und Registertraktur (Kegelladen); Spielhilfen: Pedalkoppel als mittig positionierte Manubrie; dreifarbige Registerbeschriftungen (blau, schwarz und rot) in der gleichen Schriftart und ebenfalls mit von rechts nach links absteigen Fußtonzahlen wie in Kransberg; originaler Magazinbalg im Untergehäuse der Orgel wie in Kransberg (nur Kalkantentritt ist demontiert); geringer Pedalumfang (nur 13 Töne!); Spieltisch seitlich links am Gehäuse; einfacher, dreiteiliger neoromanischer Prospekt mit unterhalb der Prospektpfeifen verlaufenden kleinen Rundbogenarkaden. Erbauungsjahr: zwischen 1871 und 1888; 1888 liefern die Gebrüder Keller zwei neue „Schöpf“ und zwei Gegenventile für das Gebläse zum Preis von 15 Fl. nach Holzappel; 1917 Ablieferung der Prospektpfeifen; Stilllegung: um 1984. |

### Reparaturen, Stimmverträge etc.
Folgende Reparaturarbeiten Michael Kellers an Orgeln anderer Orgelbaumeister und folgende Stimmverträge waren bisher zu eruieren:
- 1885: Nachintonation und Stimmung der Voigt-Orgel in Oberreifenberg;[74]
- 1886, 1888, 1892 und 1894: Stimmung der Voigt-Orgel in Oberreifenberg;[74]
- 1896 (wohl durch Fa. Johannes/Bonn durchgeführt): Reparatur und Stimmung der Voigt-Orgel in Oberreifenberg;[74]
- 1899: Reparatur der Orgel in Erbes-Büdesheim (Vertragsschluss am 10. Juli 1889);[75]
- (o. J.): Keller ergänzt an der 1847 von Voigt erbauten Orgel in St. Kasimir Seelenberg „einige sanfte Stimmen“.[76]